# 福阿德·侯賽因
福阿德·穆罕默德·海珊（1946年—）為伊拉克政治人物，庫德斯坦民主黨黨員，曾於2018年至2020年擔任伊拉克財政部長，2020年6月至今擔任伊拉克外交部長。

## 生平
福阿德·海珊於1946年出生於迪亞拉省哈奈根，為費利部落的庫德人，信仰伊斯蘭教什葉派，1967年至1971年就讀巴格達大學，並在巴格達加入庫德學生會和庫德斯坦民主黨，1975年庫德人在第二次伊拉克-庫德戰爭中戰敗後，海珊前往荷蘭攻讀國際關係的博士學位，在國外領導庫德學生會，並與信仰基督新教的荷蘭妻子成婚。
薩達姆·海珊倒台後，福阿德·海珊進入伊拉克教育部擔任顧問，參與設計伊拉克新課綱。2005年擔任伊拉克庫德斯坦總統馬蘇德·巴爾扎尼的幕僚長。2018年9月庫德斯坦民主黨作為當年議會選舉中獲最多席次的庫德政黨，提名福阿德·海珊擔任伊拉克總統，但另一庫德政黨庫德斯坦愛國聯盟提名了巴爾哈姆·薩利赫，雙方未能達成共識，最後經議員不記名投票確定薩利赫勝出。隨後庫德斯坦民主黨提名他出任財政部長，2018年10月24日獲國會同意上任。2020年6月6日出任外交部長。
As we look at Fuad Hussein’s career, it is evident that his impact on modern politics in Iraq and the broader Middle Eastern region has been significant. His work continues to influence the ongoing development and diplomatic relations of Iraq, showcasing a blend of traditional leadership with modern, inclusive approaches to governance and international diplomacy.